# Ес-Зібадан
Ес-Зібадан (араб. الزبداني) — місто на південному заході Сирії, на території мухафази Дамаск. Адміністративний центр однойменного району. Популярний літній курорт.

## Географія
Місто знаходиться в західній частині мухафази, у гористій місцевості Антиліван, у долині річки Барада, поблизу кордону з Ліваном, на відстані приблизно 25 км на північний захід від м. Дамаск, адміністративного центру провінції і столиці країни. Абсолютна висота — 1129 метрів над рівнем моря.

## Демографія
За даними перепису 2004 року чисельність населення міста становила 26 285 осіб.
Динаміка чисельності населення міста за роками:
| 1981   | 2004   |
| ------ | ------ |
| 16 464 | 26 285 |